# Julius Bredt

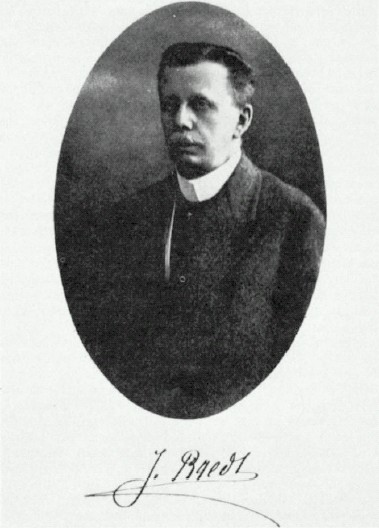
Julius Bredt.

Konrad Julius Bredt (* 29. März 1855 in Berlin; † 21. September 1937 in Aachen) war ein deutscher Chemiker.

## Leben und Werk
Bredt war der Sohn des Verwaltungsbeamten und Politikers Wilhelm August Bredt (1817–1895), von dem er die Villa Hauptstraße 6 in Bad Honnef erbte. Er promovierte bei Rudolph Fittig an der Universität Straßburg. Anschließend wechselte er zur Universität Bonn, wo er sich 1889 habilitierte, sodann als Privatdozent und ab 1897 als Titularprofessor übernommen wurde. Später wurde er als Nachfolger von Ludwig Claisen als Lehrstuhlinhaber für organische Chemie an der Technischen Hochschule Aachen berufen, wo er bis zu seiner Emeritierung 1923 lehrte.
Nach Bredt benannt ist die von ihm 1924 publizierte Bredtsche Regel, nach der an einem Brückenkopfatom einer bicyclischen Verbindung aufgrund der dann auftretenden Ringspannung keine Doppelbindung liegen kann. Bredt beschrieb als erster die Struktur des Camphers und war langjähriger Herausgeber der Zeitschrift Journal für praktische Chemie. Im Jahr 1936 wurde er zum Mitglied der Gelehrtenakademie Leopoldina gewählt.
Für seine Verdienste wurde Bredt im Jahr 1925 von der Universität Bonn zum Dr. med. E. h. und von der RWTH Aachen zum Dr. Ing. E. h. ernannt. Seine Adoptivtochter Maria Lipp, geb. Bredt-Savelsberg, beschäftigte sich später als Chemikerin ebenfalls schwerpunktmäßig u. a. mit dem Thema Campher. Sie war die erste Doktorandin, Professorin und Ordinaria der TH Aachen.
Bredt wurde auf dem Alten Friedhof in Bad Honnef beigesetzt.